# Petr Starý
Petr Starý (19. června 1963, Praha – 8. listopadu 2017) byl český podnikatel a herec dětských rolí v pěti českých filmech.

## Životopis
Petr Starý odstartoval svou krátkou hereckou kariéru roku 1974. Ve filmu režisérky Věry Plívové-Šimkové Páni kluci ztvárnil roli Jožky Vágnera. Jeho filmovou maminkou byla Zdena Hadrbolcová. V roce 1976 účinkoval ve filmu režiséra Oldřicha Lipského Ať žijí duchové! v roli Pepy Boháčka. Díky tomuto filmu se rozhodl, že už nebude hrát a skončil s herectvím. V roce 2005 se vrátil před filmovou kameru ve filmu Hrubeš a Mareš jsou kamarádi do deště. Spolupracoval také na dokumentárním filmu Ničeho nelituji režisérky Theodory Remundové.
Vystudoval Vysokou školu ekonomickou v Praze a začal podnikat. Nejdříve ve své firmě IBC Real se zabýval zaváděním informačních technologií pro podnikatelské subjekty. V roce 2003 převzal firmu MB HAND MADE, která se zabývá manufakturní výrobou parafínových svíček a dnes sídlí v Lobkovicích (místní část Neratovic).
Bydlel na okraji Prahy a byl rozvedený. Zemřel 8. listopadu 2017.

## Filmové role
- 1973 – Přijela k nám pouť – fotbalista ze Skuhrova
- 1974 – Dobrodružství s Blasiem – František Prokop
- 1975 – Páni kluci – Jožka Vágner
- 1976 – Dobrý den, město – Martin syn Adama
- 1977 – Ať žijí duchové! – Pepa Boháček
- 2005 – Hrubeš a Mareš jsou kamarádi do deště